# Hussein Ammouta
Hussein Ammouta (Jemisset, Marruecos, 24 de octubre de 1969) es un exjugador y entrenador de fútbol marroquí. Actualmente dirige al Al-Jazira de la UAE Pro League.

## Carrera como jugador
Su carrera comenzó en el club de su ciudad natal, Ittihad Khemisset, en 1988. Tras el final de la temporada siguiente se trasladó al FUS Rabat. Allí pasó gran parte de su carrera hasta el verano de 1996. Luego se mudó a Arabia Saudita, donde se unió a Al-Riyadh.
Más tarde, se unió al Al-Sadd en 1997, ayudándolos a ganar la Copa Emir y la Copa Príncipe de la Corona en su segunda temporada en el estadio Jassim Bin Hamad. Después de unos años aquí, se mudó al Sharjah FC en los Emiratos Árabes Unidos, donde jugó hasta finales de 2002. Posteriormente, su última parada hasta el verano de 2003 fue en el Qatar SC, donde puso fin a su carrera como jugador.

## Carrera como entrenador
Ammouta comenzó su carrera como jugador-entrenador en el Zemmouis SC en 2003.En 2007 regresó a su primer club, el Ittihad Khemisset, ganando la liga. Lo abandonó en la temporada 2007-08 y, de 2008 a 2011, tomó las riendas del FUS Rabat. 
Después de su partida, se unió al Al-Sadd como director del equipo técnico, antes de ser nombrado sustituto del entrenador Jorge Fossati en 2012.Sus habilidades se pondrían a prueba para la Copa Sheikh Jassem 2012, donde jugó la mayoría de sus partidos con su segundo equipo y en la final fue derrotado por Al-Rayyan por 1-0.De todas maneras, el club ganó la liga el 13 de abril de 2013, un partido antes del final de la liga.En noviembre de 2015, dejó su cargo.
En enero de 2017, fue oficializado como entrenador del Wydad AC.Bajo su mandato, el club ganó el campeonato y la Liga de Campeones de la CAF ese mismo año. Sin embargo, el 9 de enero de 2018 fue despedido de su cargo luego de una serie de malos resultados.
En 2020, fue anunciado para dirigir a la selección de Marruecos A, de cara al Campeonato Africano de Naciones. En dicha competencia, obtuvo el título luego de derrotar a Malí por 2-0 en la final.
El 19 de agosto de 2022, inició su segunda etapa en el Wydad AC.En noviembre del mismo año, volvió a ser despedido por la directiva del club.De mayo a junio de 2023 fue entrenador del FAR Rabat, aunque dirigió un solo partido.
El 26 de junio de 2023, fue oficializado como entrenador de la selección de Jordania.En la Copa Asiática 2023, alcanzó la final por primera vez en la historia del fútbol jordano, aunque finalizaron en el segundo puesto luego de caer ante Catar por 3-1.El 22 de junio de 2024, dejó su cargo de mutuo acuerdo con la Federación de Fútbol de Jordania.
En julio de 2024, asumió al frente del Al-Jazira y firmó un contrato por tres temporadas. En abril de 2025, obtuvo la Copa de Liga tras derrotar al Shabab Al-Ahli por 2-1 en la final.

## Clubes

### Como jugador
| Club              | País                   | Año       |
| ----------------- | ---------------------- | --------- |
| Ittihad Khemisset | Marruecos              | 1988-1990 |
| FUS Rabat         | Marruecos              | 1990-1996 |
| Al-Riyadh         | Arabia Saudita         | 1996-1997 |
| Al-Sadd           | Catar                  | 1997-2001 |
| Sharjah FC        | Emiratos Árabes Unidos | 2001-2003 |
| Qatar SC          | Catar                  | 2003      |
| Zemmouis SC       | Marruecos              | 2003      |

### Como entrenador
| Club                     | País                   | Año           |
| ------------------------ | ---------------------- | ------------- |
| Zemmouis SC              | Marruecos              | 2003          |
| Ittihad Khemisset        | Marruecos              | 2005-2008     |
| FUS Rabat                | Marruecos              | 2008-2011     |
| Al-Sadd                  | Catar                  | 2012-2015     |
| Wydad AC                 | Marruecos              | 2017-2018     |
| Selección de Marruecos A | Marruecos              | 2020-2022     |
| Wydad AC                 | Marruecos              | 2022          |
| FAR Rabat                | Marruecos              | 2023          |
| Selección de Jordania    | Jordania               | 2023-2024     |
| Al-Jazira                | Emiratos Árabes Unidos | 2024-presente |

## Palmarés

### Como jugador

#### Campeonatos nacionales
| Título                     | Club    | País  | Año     |
| -------------------------- | ------- | ----- | ------- |
| Copa del Jeque Jassem      | Al-Sadd | Catar | 1997    |
| Copa Príncipe de la Corona | Al-Sadd | Catar | 1997-98 |
| Qatar Stars League         | Al-Sadd | Catar | 1999-00 |
| Copa del Emir de Catar     | Al-Sadd | Catar | 1999-00 |
| Copa del Emir de Catar     | Al-Sadd | Catar | 2000-01 |
| Copa del Jeque Jassem      | Al-Sadd | Catar | 2001    |

### Como entrenador

#### Campeonatos nacionales
| Título                                     | Club      | País                   | Año     |
| ------------------------------------------ | --------- | ---------------------- | ------- |
| Copa del Trono                             | FUS Rabat | Marruecos              | 2010    |
| Qatar Stars League                         | Al-Sadd   | Catar                  | 2012-13 |
| Copa del Emir de Catar                     | Al-Sadd   | Catar                  | 2013    |
| Copa del Emir de Catar                     | Al-Sadd   | Catar                  | 2014    |
| Copa del Jeque Jassem                      | Al-Sadd   | Catar                  | 2014    |
| Botola                                     | Wydad AC  | Marruecos              | 2016-17 |
| Botola                                     | FAR Rabat | Marruecos              | 2022-23 |
| Copa de Liga de los Emiratos Árabes Unidos | Al-Jazira | Emiratos Árabes Unidos | 2024-25 |

#### Campeonatos internacionales
| Título                          | Club/Selección           | País      | Año  |
| ------------------------------- | ------------------------ | --------- | ---- |
| Copa Confederación de la CAF    | FUS Rabat                | Marruecos | 2010 |
| Liga de Campeones de la CAF     | Wydad AC                 | Marruecos | 2017 |
| Campeonato Africano de Naciones | Selección A de Marruecos | Marruecos | 2020 |